# پائول مرکوریو
پائول جوزف مرکوریو (متولد ۳۱ مارس ۱۹۶۳) بازیگر، رقصنده و مجری تلویزیون استرالیایی است. او بیشتر به خاطر بازی در نقش اول در فیلم سالن رقص امنیتی اثر باز لورمن در سال ۱۹۹۲ به شهرت رسید. او در فیلم کوسی بازی کرده‌است.